# Francisco Mercadal Alabern
'Francisco Mercadal Alabern (nascut el 17 de setembre de 1973) és un advocat i polític mallorquí, diputat al parlament de les Illes Balears en la VIII legislatura.
El 1997 es llicencià en dret a la Universitat de les Illes Balears i a la Universitat de Navarra, ha fet postgraus a l'IESE i a la Universitat de Cambridge. De 1995 a 2006 ha exercit com a advocat en diversos bufets fins a crear en 2009 el seu propi bufet. Militant del Partido Popular, de 2006 a 2011 ha estat Director gerent del Consorci per al foment de l'Esport a Marratxí i fou escolli diputat a les eleccions al Parlament de les Illes Balears de 2011. De 2011 a 2015 ha estat vicepresident de la Comissió d'Hisenda i Pressuposts del Parlament Balear.